# Sidenmarknaden

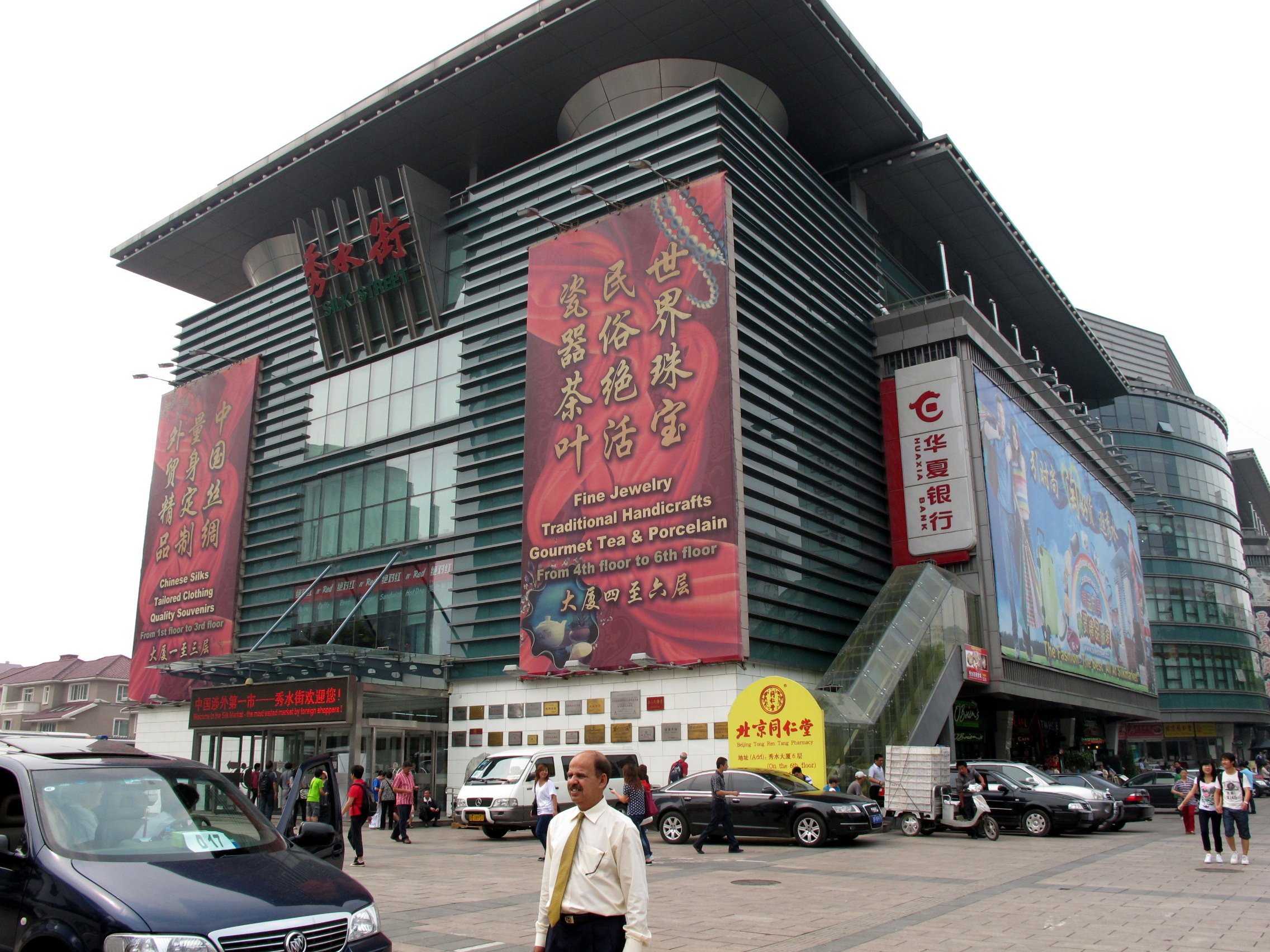
Sidenmarknaden i Peking.

Sidenmarknaden (秀水街; Xiùshuǐjiē) är ett varuhus i Chaoyangdistriktet i Peking i Kina. Sidenmarknaden säljer bland annat kläder, tyger, smycken, elektronik, skor och assesoarer. Sidenmarknaden är även känd för dess försäljning av märkeskopior.
I varuhuset finns ungefär 1 700 småbutiker på 35 000 m2 och försäljningen är till stor del riktad till turister. Varuhuset öppnade 2005 och ersatte då den historiska utomhusbaserade marknaden som fanns på samma plats.